# Las Zwierzyniecki (Skierniewice)

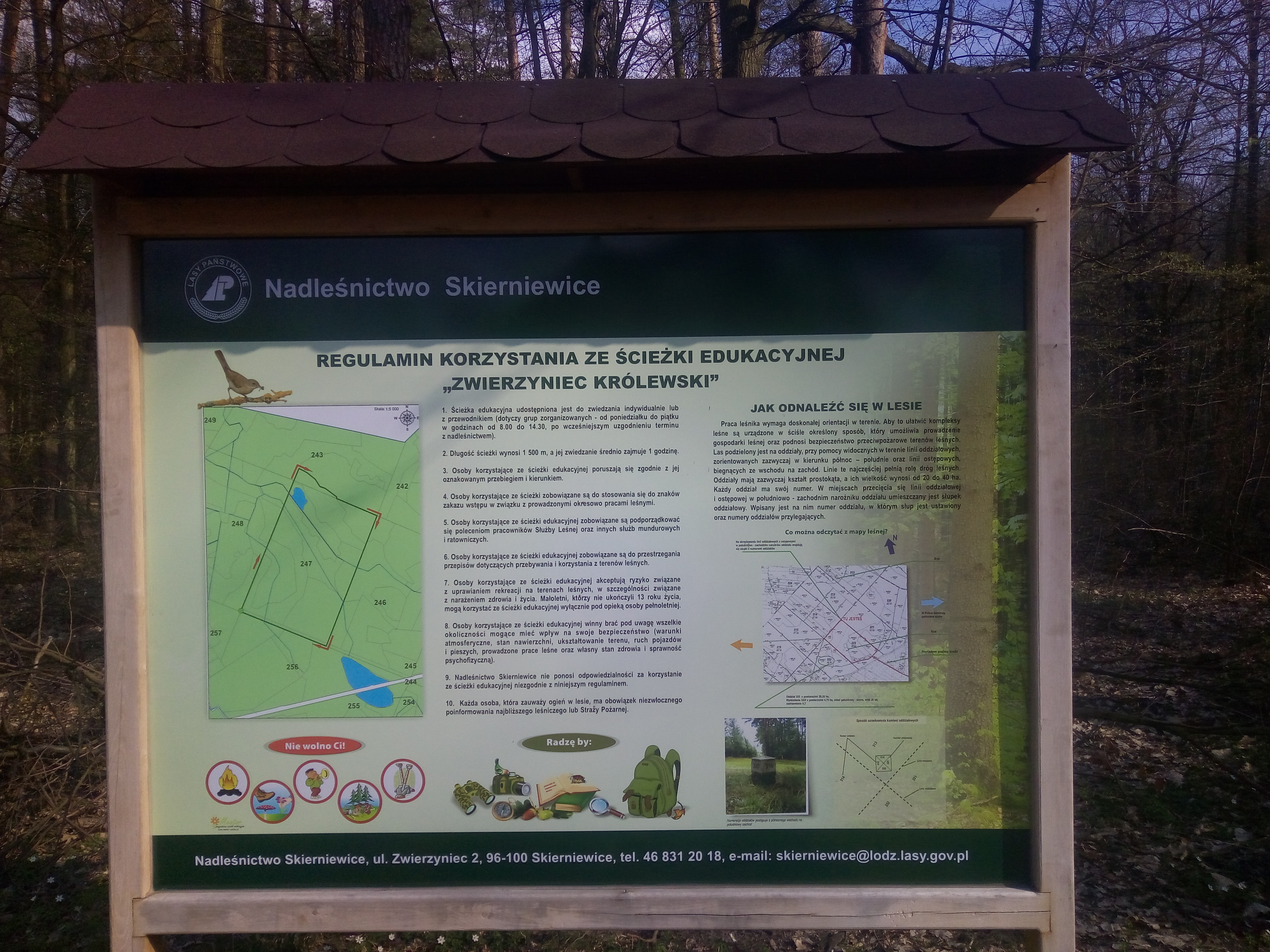
Tablica informacyjna ścieżki edukacyjnej „Zwierzyniec Królewski”

Las Zwierzyniecki – las państwowy położony w granicach administracyjnych miasta Skierniewic i gminy Maków w woj. łódzkim. Zdecydowaną większość jego obszaru zajmuje zespół przyrodniczo-krajobrazowy „Zwierzyniec Królewski” utworzony w 1994 roku na powierzchni 571,71 ha. Głównym celem utworzenia tej formy ochrony przyrody było utrzymanie wartości przyrodniczej, a w szczególności mozaiki siedlisk i drzewostanów, starych drzew, flory i fauny leśnej.
Przez obszar lasu przepływa całoroczny ciek nazywany Pisią lub Zwierzynką, oraz kilka cieków okresowych.
Ostatnią inwentaryzację przeprowadzono w roku 1992. Łącznie opisano 430 drzew i nadano im kolejne numery inwentaryzacyjne. W spisie zanotowano następujące gatunki starych drzew:
- dąb szypułkowy
- buk zwyczajny
- grab pospolity
- jesion wyniosły
- wiąz szypułkowy
- dąb bezszypułkowy
- dąb czerwony
- lipa szerokolistna
- klon zwyczajny
- brzoza brodawkowata
- topola kanadyjska
- olsza czarna
- sosna zwyczajna
- modrzew polski

Przez las wiedzie ścieżka edukacyjna „Zwierzyniec Królewski”, zlokalizowana na północ od przecinającej teren lasu drogi Skierniewice–Maków. Przy wjeździe do lasu od strony Skierniewic, po lewej stronie drogi znajduje się pałacyk łowczego wybudowany w latach dwudziestych XIX w., wpisany do rejestru zabytków.
W południowo-wschodniej części obszaru leśnego znajduje się nieczynny poligon wojskowy zlikwidowany na początku lat dziewięćdziesiątych. Na terenie dawnego poligonu miało powstać uzdrowisko, lecz nie zrealizowano tych planów wskutek sprzeciwu nowych władz Skierniewic.